# Thomas Browne
Thomas Browne (Londres, 19 de octubre de 1605 – Norwich, 19 de octubre de 1682) fue un escritor inglés de varias obras que mostraban su amplia formación en diversos campos, como la medicina, la religión, la ciencia y lo esotérico. Las obras literarias de Browne están permeadas de referencias a las fuentes clásicas y bíblicas, así como a su particular idiosincrasia. Aunque se le ha descrito como enfermo de melancolía, sus escritos se caracterizan también por el ingenio y el humor sutil, mientras que su estilo literario es variado, según el género que utiliza, lo que resulta en una prosa rica y única, que se extiende desde los apuntes a la elocuencia barroca pulida.

## Biografía
Hijo de un mercader en sedas de Upton, Cheshire, que falleció cuando él todavía era joven, estudió en el Winchester College. En 1623, ingresó en la Universidad de Oxford, en la que se graduó en 1626, en el Pembroke College. Amplió sus estudios en varias Universidades de la Europa Continental, entre ellas Leiden, donde obtuvo el Doctorado en Medicina en 1633. A su regreso a Inglaterra, se estableció en Norwich en 1637, donde vivió hasta su muerte en 1682, ejerciendo su oficio de médico. Durante la Guerra Civil Inglesa, Browne se mostró antipuritano y realista, y tras la victoria de las fuerzas parlamentarias, esperó tiempos mejores. En 1671, tras la Restauración de los Estuardo, Carlos II durante una estancia en Norwich junto a la Corte, visitó la casa de Browne, a sugerencia de John Evelyn. Durante un banquete con las autoridades locales, y viéndose obligado el rey a honrar a algún magnate local, el alcalde fue propuesto para su nombramiento para caballero. Éste declinó el honor, y en su lugar propuso el nombre del learned doctor of European fame (erudito médico de fama europea), obteniendo así Browne el título de Sir. Falleció el día en que cumplía 77 años.

## Obra

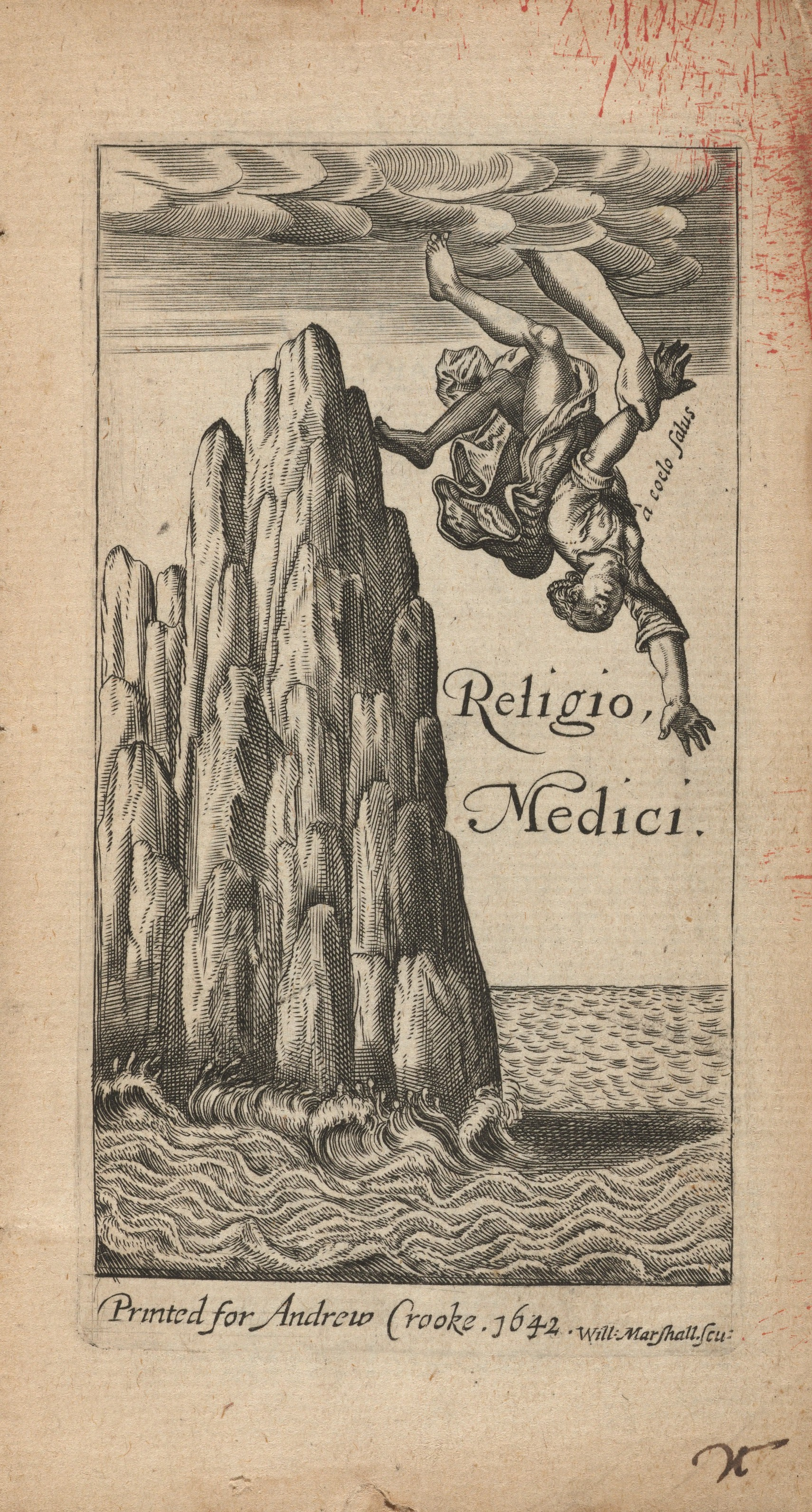
Frontispicio de la primera edición no autorizada de Religio Medici, de Thomas Browne.

Los escritos de Browne reflejan amplia curiosidad hacia el mundo natural, influido por la revolución científica de Francis Bacon. En contraposición, su fe cristiana anglicana mostraba tolerancia y buena voluntad hacia la humanidad, en una época que solía ser a menudo intolerante. Un consumado artista literario, las obras de Browne muestran, en muchas ocasiones, frecuentes referencias a las obras clásicas, y a las fuentes bíblicas, además de a su propia personalidad. Su estilo literario varía de acuerdo con el género que cultivase, lo que produjo una prosa rica e infrecuente, que iba desde las notas y observaciones sin pulir, hasta la elocuencia y retórica más barroca, donde brilló de forma deslumbrante.
Jorge Luis Borges mostró su admiración por Browne y le llamó el "mayor prosista de la lengua inglesa".
Destacan sus obras:
- Religio Medici (La religión de un médico) que apareció en edición no autorizada en 1642, en la versión autorizada en 1643. Proclama las excelencias del cristianismo, siendo tanto su testamento espiritual, como su autorretrato psicológico. En 1645 fue incluida por la Iglesia católica en el Index Librorum Prohibitorum.

- Pseudodoxia Epidemica, or, Enquiries into Very many Received Tenets, and commonly Presumed Truths (Pseudodoxia epidemica o Investigaciones sobre los errores populares en materias geográficas, naturales, históricas o filosóficas), cuyo título se refiere a la prevalencia de creencias falsas y "vulgares errores", publicada entre 1646 y 1672.

- Hydriotaphia, Urn Burial (El enterramiento en urnas), 1658.

- The Garden of Cyrus (El jardín de Ciro), 1658.

Frase: "Los jardines fueron antes que los jardineros y solo unas horas posteriores a la tierra" (dijo Browne en El Jardín de Ciro)
- Bibliotheca Abscondita or Musaeum Clausum, (Biblioteca Oculta o Museo Sellado), que es el Tratado número 13 de sus Miscellaneous Tracts (Tratados Misceláneos), publicados póstumamente en 1684.

- A Letter to a Friend (Carta a un amigo), escrita en 1656 y publicada póstumamente en 1690.

- Christian Morals (La moral cristiana), escrita en la década de 1670 y publicada póstumamente en 1716.